# Chili aux Jeux olympiques d'été de 1984
L'équipe de chilienne olympique participe aux Jeux olympiques d'été de 1984 à Los Angeles. Le pays n'y remporte aucune médaille. L'athlète Carlo Rossi est le porte-drapeau d'une délégation chilienne comptant 52 sportifs (50 hommes et 2 femmes).